# Robert Citrone
Robert Citrone é um empresário estadunidense, cofundador da Discovery Capital Management e proprietário minoritário do Pittsburgh Steelers.

## Biografia
Robert Citrone nasceu em Latrobe, Pensilvânia, e cresceu em Pittsburgh. Citrone é bacharel pela Hampden-Sydney College e possui MBA pela Darden School of Business.
Em 1990, Citrone foi contratado como analista de títulos corporativos na Fidelity Investments. Ele renunciou à Fidelity em 1995 e ingressou na Tiger Management. Em 1999, Citrone cofundou a Discovery Capital Management.
Em 2016, Robert e, sua esposa, Cindy receberam o Prêmio de Liderança Esportiva Dr. Freddie Fu por retribuir à sua cidade natal.
Em 2019, Citrone, em parceria com Robbie Buhl, fundou a equipe de automobilismo Citrone/Buhl Autosport, para competir na IndyCar Series.